# アセト酢酸CoAリガーゼ
アセト酢酸CoAリガーゼ(Acetoacetate-CoA ligase、EC 6.2.1.16)は、以下の化学反応を触媒する酵素である。
ATP + アセト酢酸 + CoA{\displaystyle \rightleftharpoons }AMP + 二リン酸 + アセト酢酸CoA
従って、この酵素の3つの基質はATPとアセト酢酸とCoA、3つの生成物はAMPと二リン酸とアセト酢酸CoAである。
この酵素は、リガーゼ、特に酸-チオールリガーゼに分類される。系統名は、アセト酢酸:CoAリガーゼ(AMP生成)である。その他よく用いられる名前に、acetoacetyl-CoA synthetase等がある。
この酵素は、酪酸の代謝に関与している。